# Adam Christopher Knuth til Knuthenborg
 Der er flere personer med dette navn, se Adam Christopher Knuth.
Adam Christopher lensgreve (von) Knuth (født 28. september 1687, død 23. januar 1736 på Knuthenborg) var en dansk godsejer.

## Godsejer
Knuth, der var søn af Eggert Christopher von Knuth, studerede 1705-07 på det ridderlige Akademi i København, optoges 1714 i den danske grevestand, fik 1727 det hvide bånd og udnævntes 1731 til gehejmeråd. 1723 kom han i besiddelse af det af moderen, Søster Lerche, oprettede grevskab Knuthenborg og erigerede selv 1729 hovedgården Knuthenlund. Han døde i sin kraftigste alder 23. januar 1736.

## Ægteskaber
I året 1713 havde han 26. juni i Vor Frue Kirke ægtet Hedevig Ulrikke Luxdorph (død 21. januar 1720, datter af Bolle Luxdorph), med hvem han fik Sørup i Ringsted Herred. Børn:
1. Frederikke Louise komtesse Knuth (14. januar 1720 i København – 21. februar 1793), gift med Vilhelm lensbaron Güldencrone (1701-1747)

16. december 1721 ægtede han i København Ida Margrethe von Reventlow (datter af gehejmeråd Ditlev Reventlow til Stubbe), der 1743 af Sørup og tilliggende oprettede baroniet Conradsborg. Hun var født 1701 og døde 1757. Børn:
1. Eggert Christopher lensgreve Knuth til grevskabet Knuthenborg (1722-1776) – grundlagde Knuthenborg-linjen
2. Søster Ulrikke komtesse Knuth (10. august 1723 – 28. marts 1741 på Knuthenborg)
3. Ditlev baron Knuth (2. juni 1726 i København – 7. maj 1727 på Knuthenborg)
4. Frederik Gustav baron Knuth (1727-1750)
5. Christian Frederik lensbaron Knuth til baroniet Christiansdal (1728-1801) – grundlagde Christiansdal-linjen (Lilliendal)
6. Conrad Ditlev lensbaron Knuth til baroniet Conradsborg (1730-1805) – grundlagde Conradsborg-linjen
7. Sophie Magdalene komtesse Knuth (15. juli 1732 i Flensborg – 7. maj 1790 i København), gift med Georg Frederik von Holstein (1717-1772)
8. Adam Levin baron Knuth (31. marts 1735 på Knuthenborg – 11. februar 1737 på Knuthenborg)